# Sauvetage sportif aux Jeux mondiaux de 2025
Navigation
Birmingham 2022 Karlsruhe 2025
Les épreuves de sauvetage sportif des Jeux mondiaux de 2025 ont lieu les 8 et 9 août 2025 au Natatorium du campus du lac Sancha à l'Université du sport de Chengdu.
Pour cette édition, toutes les courses à obstacles – 200 m de natation et relais 4 x 50 m – sont remplacées par des épreuves existantes du programme des Championnats du monde ILS. Le 100 m combiné et le relais 4 x 50 m de sauvetage sont désormais inclus.

## Qualification
Il y a deux distribution de quotas, ouvertes sur la période entre aôut 2023 et janvier 2025
- 80 athlètes (40 hommes et 40 femmes) sont qualifiés via les épreuves de relais par équipes ; les huit meilleures nations qualifient cinq athlètes. La Chine est garantie de pouvoir aligner une équipe chez les hommes et chez les femmes.
- 40 athlètes (20 hommes et 20 femmes) sont qualifiés selon les meilleurs temps réalisés sur le cinq épreuves individuel pendant la période. Seuls les nations non encore qualifiées peuvent récupérer ces quotas individuels et une même nation ne peut pas inscrire plus de deux athlètes par sexe.

Comme en athlétisme, pour se qualifier, il y a des minima à atteindre au cours de la saison 2021 :
- En individuel, c'est le record du monde de l'épreuve abaissé de 12,5% ;
- En équipe, la limite est le record du monde de l'épreuve abaissé de 15%.

| Épreuve                           | Femmes          | Femmes  | Hommes          | Hommes  |
| Épreuve                           | Record du monde | Minima  | Record du monde | Minima  |
| --------------------------------- | --------------- | ------- | --------------- | ------- |
| 50 m mannequin                    | 00:32,7         | 00:36,8 | 00:27,3         | 00:30,7 |
| 100 m combiné sauvetage           | 01:06,9         | 01:15,2 | 00:57,7         | 01:04,9 |
| 100 m mannequin avec palmes       | 00:49,3         | 00:55,5 | 00:44,0         | 00:49,6 |
| 100 m bouée tube                  | 00:55,4         | 01:02,3 | 00:49,0         | 00:55,1 |
| 200 m super sauveteur             | 02:16,1         | 02:33,1 | 02:03,0         | 02:18,3 |
| Relais 4 × 50 m sauvetage         | 01:46,2         | 02:02,1 | 01:46,2         | 02:02,1 |
| Relais 4 × 25 m mannequin         | 01:16,9         | 01:28,4 | 01:04,0         | 01:13,7 |
| Relais 4 × 50 m combiné sauvetage | 01:35,9         | 01:50,3 | 01:26,2         | 01:39,1 |

## Médaillés
| Épreuves                   | Or                                                                                 | Argent                                                                                 | Bronze                                                                                           |
| -------------------------- | ---------------------------------------------------------------------------------- | -------------------------------------------------------------------------------------- | ------------------------------------------------------------------------------------------------ |
| Hommes                     |                                                                                    |                                                                                        |                                                                                                  |
| 50 m mannequin             | Fergus Eadie                                                                       | Kacper Majchrzak                                                                       | Francesco Ippolito                                                                               |
| 50 m bouée tube            | Davide Cremonini                                                                   | Mathieu Perillon                                                                       | Fabio Pezzotti                                                                                   |
| 100 m mannequin palmes     | Tom Durager                                                                        | Davide Cremonini                                                                       | Fergus Eadie                                                                                     |
| 100 m combiné              | Kacper Majchrzak                                                                   | Simone Locchi                                                                          | Francesco Ippolito                                                                               |
| 200 m super sauveteur      | Francesco Ippolito                                                                 | Fabio Pezzotti                                                                         | Felix Hofmann                                                                                    |
| Relais 4 × 25 m mannequin  | Italie- Davide Cremonini - Francesco Ippolito - Fabio Pezzotti - Simone Locchi     | Pologne- Wojciech Kotowski - Adam Dubiel - Mateusz Grabski - Kacper Majchrzak          | Australie- Callum Brennan - Jake Smith - Harrison Hynes - Riley Brennan                          |
| Relais 4 × 50 m bouée tube | France- Goroco Koindredi - Tom Durager - Kevin Lasserre - Arnaud Cordoba           | Italie- Gabriele Brembillaschi - Simone Locchi - Francesco Ippolito - Davide Cremonini | Allemagne- Sebastien Pierre Louis - Jan Malkowski - Danny Wieck - David Laukfotter               |
| Relais 4 × 50 m sauveteur  | Italie- Gabriele Brambillaschi - Davide Cremonini - Simone Locchi - Fabio Pezzotti | Allemagne- Sebastien Pierre Louis - Jan Malkowski - Danny Wieck - Tim Brang            | France- Goroco Koindredi - Tom Durager - Elouan Deffin - Arnaud Cordoba                          |
| Femmes                     |                                                                                    |                                                                                        |                                                                                                  |
| 50 m mannequin             | Nina Holt                                                                          | Lena Oppermann                                                                         | Magali Rousseau                                                                                  |
| 100 m bouée tube           | Zoe Crawford                                                                       | Undine Lauerwald                                                                       | Madison Kidd                                                                                     |
| 100 m mannequin palmes     | Lucrezia Fabretti                                                                  | Lena Oppermann                                                                         | Antia Garcia                                                                                     |
| 100 m combiné              | Nina Holt                                                                          | Lena Oppermann                                                                         | Helena Giovanelli                                                                                |
| 200 m super sauveteur      | Lucrezia Fabretti                                                                  | Alica Gebhardt                                                                         | Camille Julien                                                                                   |
| Relais 4 × 25 m mannequin  | Allemagne- Nina Holt - Undine Lauerwald - Alica Gebhardt - Lena Oppermann          | France- Romane Boudes - Magali Rousseau - Camille Bouteloup - Camille Julien           | Italie- Francesca Pasquino - Valentina Pasquino - Lucrezia Fabretti - Helene Giovanelli          |
| Relais 4 × 50 m bouée tube | Allemagne- Nina Holt - Lena Oppermann - Alica Gebhardt - Undine Lauerwald          | Italie- Helene Giovanelli - Valentina Pasquino - Francesca Pasquino - Federica Volpini | Espagne- Antía García Silva - Núria Payola Anglada - Yael Mantecón Ruiz - María Rodríguez Sierra |
| Relais 4 × 50 m sauveteur  | Allemagne- Nina Holt - Julia Hennig - Lena Oppermann - Undine Lauerwald            | Italie- Francesca Pasquino - Valentina Pasquino - Helene Giovanelli - Federica Volpini | Australie- Piper Asquith - Rachel Eddy - Mariah Jones - Cyra Bender                              |

## Résultats

### 50mmannequin
| Rang               | Nageur | Temps |
| ------------------ | ------ | ----- |
| Médaille d'or      |        |       |
| Médaille d'argent  |        |       |
| Médaille de bronze |        |       |
| 4                  |        |       |
| 5                  |        |       |
| 6                  |        |       |
| 7                  |        |       |
| 8                  |        |       |

| Rang               | Nageuse | Temps |
| ------------------ | ------- | ----- |
| Médaille d'or      |         |       |
| Médaille d'argent  |         |       |
| Médaille de bronze |         |       |
| 4                  |         |       |
| 5                  |         |       |
| 6                  |         |       |
| 7                  |         |       |
| 8                  |         |       |

### 100mmannequin palmes
| Rang               | Nageur | Temps |
| ------------------ | ------ | ----- |
| Médaille d'or      |        |       |
| Médaille d'argent  |        |       |
| Médaille de bronze |        |       |
| 4                  |        |       |
| 5                  |        |       |
| 6                  |        |       |
| 7                  |        |       |
| 8                  |        |       |

| Rang               | Nageuse | Temps |
| ------------------ | ------- | ----- |
| Médaille d'or      |         |       |
| Médaille d'argent  |         |       |
| Médaille de bronze |         |       |
| 4                  |         |       |
| 5                  |         |       |
| 6                  |         |       |
| 7                  |         |       |
| 8                  |         |       |

### 100mbouée tube
Le premier athlète parcourt 50 m en nage libre. Le deuxième nage sur la même distance avec des palmes. Le troisième parcourt également 50 m en nage libre, avec une ceinture de sauvetage passée autour des épaules. Le quatrième, muni de palmes, attrape la ceinture de sauvetage et remorque le troisième athlète sur les 50 m restant jusqu’à la ligne d’arrivée.
| Rang               | Nageur | Temps |
| ------------------ | ------ | ----- |
| Médaille d'or      |        |       |
| Médaille d'argent  |        |       |
| Médaille de bronze |        |       |
| 4                  |        |       |
| 5                  |        |       |
| 6                  |        |       |
| 7                  |        |       |
| 8                  |        |       |

| Rang               | Nageuse | Temps |
| ------------------ | ------- | ----- |
| Médaille d'or      |         |       |
| Médaille d'argent  |         |       |
| Médaille de bronze |         |       |
| 4                  |         |       |
| 5                  |         |       |
| 6                  |         |       |
| 7                  |         |       |
| 8                  |         |       |

### 100mcombiné
L’athlète parcourt 50 m en nage libre et, après un demi-tour, plonge pour récupérer un mannequin qui gît au fond du bassin, à 17,5 m du bord. L’athlète le ramène à la surface dans un périmètre de 5 m, puis le remorque sur le reste du parcours, jusqu’à la ligne d’arrivée.
| Rang               | Nageur | Temps |
| ------------------ | ------ | ----- |
| Médaille d'or      |        |       |
| Médaille d'argent  |        |       |
| Médaille de bronze |        |       |
| 4                  |        |       |
| 5                  |        |       |
| 6                  |        |       |
| 7                  |        |       |
| 8                  |        |       |

| Rang               | Nageuse | Temps |
| ------------------ | ------- | ----- |
| Médaille d'or      |         |       |
| Médaille d'argent  |         |       |
| Médaille de bronze |         |       |
| 4                  |         |       |
| 5                  |         |       |
| 6                  |         |       |
| 7                  |         |       |
| 8                  |         |       |

### 200msuper sauveteur
L’athlète parcourt 75 m en nage libre. Il plonge ensuite pour récupérer un mannequin gisant au fond du bassin et le ramène à la surface dans un périmètre de 5 m. Puis, il le remorque sur 25 m. Au virage, l’athlète s’équipe de palmes et d’une ceinture de sauvetage, puis parcourt 50 m en nage libre pour rejoindre un second mannequin avec de l’eau jusqu’à la poitrine. Celui-ci sera remorqué sur les 50 m restants avec les équipements de sauvetage, jusqu’à la ligne d’arrivée.
| Rang               | Nageur | Temps |
| ------------------ | ------ | ----- |
| Médaille d'or      |        |       |
| Médaille d'argent  |        |       |
| Médaille de bronze |        |       |
| 4                  |        |       |
| 5                  |        |       |
| 6                  |        |       |
| 7                  |        |       |
| 8                  |        |       |

| Rang               | Nageuse | Temps |
| ------------------ | ------- | ----- |
| Médaille d'or      |         |       |
| Médaille d'argent  |         |       |
| Médaille de bronze |         |       |
| 4                  |         |       |
| 5                  |         |       |
| 6                  |         |       |
| 7                  |         |       |
| 8                  |         |       |

### Relais4 × 25mmannequin
| Rang               | Équipe | Temps |
| ------------------ | ------ | ----- |
| Médaille d'or      |        |       |
| Médaille d'argent  |        |       |
| Médaille de bronze |        |       |
| 4                  |        |       |
| 5                  |        |       |
| 6                  |        |       |
| 7                  |        |       |
| 8                  |        |       |

| Rang               | Équipe | Temps |
| ------------------ | ------ | ----- |
| Médaille d'or      |        |       |
| Médaille d'argent  |        |       |
| Médaille de bronze |        |       |
| 4                  |        |       |
| 5                  |        |       |
| 6                  |        |       |
| 7                  |        |       |
| 8                  |        |       |

### Relais4 × 50mbouée tube
| Rang               | Équipe | Temps |
| ------------------ | ------ | ----- |
| Médaille d'or      |        |       |
| Médaille d'argent  |        |       |
| Médaille de bronze |        |       |
| 4                  |        |       |
| 5                  |        |       |
| 6                  |        |       |
| 7                  |        |       |
| 8                  |        |       |

| Rang               | Équipe | Temps |
| ------------------ | ------ | ----- |
| Médaille d'or      |        |       |
| Médaille d'argent  |        |       |
| Médaille de bronze |        |       |
| 4                  |        |       |
| 5                  |        |       |
| 6                  |        |       |
| 7                  |        |       |
| 8                  |        |       |

### Relais4 × 50msauveteur
Le premier athlète parcourt 50 m en nage libre, le deuxième 50 m avec palmes, le troisième 50 m avec mannequin et le quatrième 50 m avec mannequin et palmes. 
| Rang               | Équipe | Temps |
| ------------------ | ------ | ----- |
| Médaille d'or      |        |       |
| Médaille d'argent  |        |       |
| Médaille de bronze |        |       |
| 4                  |        |       |
| 5                  |        |       |
| 6                  |        |       |
| 7                  |        |       |
| 8                  |        |       |

| Rang               | Équipe | Temps |
| ------------------ | ------ | ----- |
| Médaille d'or      |        |       |
| Médaille d'argent  |        |       |
| Médaille de bronze |        |       |
| 4                  |        |       |
| 5                  |        |       |
| 6                  |        |       |
| 7                  |        |       |
| 8                  |        |       |

## Tableau des médailles
| Rang  | Nation | Or | Argent | Bronze | Total |
| ----- | ------ | -- | ------ | ------ | ----- |
| Total | Total  | -  | -      | -      | -     |